# Данієл Бирліджа
Джорджє Данієл Бирліджа (рум. George Daniel Bîrligea, нар. 19 квітня 2000, Бреїла, Румунія) — румунський футболіст, нападник клубу «Стяуа» та національної збірної Румунії.

## Ігрова кар'єра

### Клубна
У 2016 році Данієл Бирліджа переїхав до Італії, де продовжив займатися футболом в академії клубу «Палермо». Після трьох сезонів в молодіжній команді сицилійського клубу, Бирліджа перейшов до клубу Серії С «Терамо». 20 січня 2020 року футболіст зіграв першу гру в новій команді.
У січні 2022 року Бирліджа повернувся до Румунії, де приєднався до складу діючого чемпіона країни — ЧФР. І 5 лютого дебютував у чемпіонаті Румунії. В першому ж сезоні у складі ЧФР Бирліджа виграв національний чемпіонат та зіграв у матчі за Суперкубок Румунії. Також разом з клубом футболіст брав участь у матчах Ліги конференцій.

### Збірна
У 2023 році у складі молодіжної збірної Румунії Бирліджа брав участь у домашньому молодіжному чемпіонаті Європи.
15 жовтня 2023 року у матчі кваліфікації до Євро-2024 проти команди Андорри Данієл Бирліджа дебютував у складі національної збірної Румунії.
В червні 2024 року нападник отримав виклик до національної збірної для участі в Євро-2024.

## Статистика виступів

### Статистика виступів за збірну
Станом на 7 червня 2025 року
| Дата       | Місто    | Господарі | Результат | Гості    | Турнір                               | Голи | Примітки |
| ---------- | -------- | --------- | --------- | -------- | ------------------------------------ | ---- | -------- |
| 15-10-2023 | Бухарест | Румунія   | 4 – 0     | Андорра  | Відбір до ЧЄ 2024                    | -    | 59'      |
| 4-6-2024   | Бухарест | Румунія   | 0 – 0     | Болгарія | товариський матч                     | -    | 61'      |
| 18-11-2024 | Бухарест | Румунія   | 4 – 1     | Кіпр     | Ліга націй УЄФА 2024-2025 - 1-й етап | 1    |          |
| 7-6-2025   | Відень   | Австрія   | 2 – 1     | Румунія  | Відбір до ЧС 2026                    | -    | 78'      |
| Усього     |          | Матчів    | 4         |          | Голів                                | 1    |          |

## Титули
ЧФР
 Чемпіон Румунії: 2021/22
ФКСБ
 Чемпіон Румунії: 2024/25